# Erich Auerbach
Erich Auerbach (ur. 9 listopada 1892 w Berlinie, zm. 13 października 1957 w Wallingford) – niemiecko-żydowski filolog, komparatysta i krytyk literacki, najszerzej znany jako autor książki Mimesis, dogłębnego studium tego pojęcia w literaturze Zachodu.

## Życiorys
Auerbach, wykształcony w duchu tradycyjnej filologii niemieckiej, stał się ostatecznie – wraz z Leo Spitzerem – jednym z najwybitniejszych przedstawicieli tej szkoły. Doktorat uzyskał w 1921 na podstawie przygotowanej pod kierunkiem Erharda Lommatzscha pracy pt. Zur Technik der Frührenaissancenovelle in Italien und Frankreich na Uniwersytecie w Greifswaldzie wkrótce po zakończeniu I wojny światowej, w której brał czynny udział jako żołnierz. W 1929 został członkiem wydziału filologicznego Uniwersytetu w Marburgu, publikując studium Dante jako poeta świata ziemskiego. Utracił stanowisko w 1935, stając się ofiarą represji systemu narodowosocjalistycznego. Zmuszony do opuszczenia Niemiec, osiadł w Stambule, gdzie napisał Mimesis – Rzeczywistość przedstawioną w literaturze Zachodu, dzieło do dziś uznawane za klasyczną pozycję dwudziestowiecznej nauki o literaturze (polski przekład – Zbigniew Żabicki, 1968).
W 1947 przeniósł się do Stanów Zjednoczonych, gdzie najpierw otrzymał posadę wykładowcy na Uniwersytecie Stanu Pensylwania, później – w Institute for Advanced Study Uniwersytetu w Princeton. W 1950 został mianowany profesorem na wydziale filologii romańskiej Uniwersytetu Yale. Stanowisko to zajmował do śmierci.

## Twórczość
- Dante jako poeta świata ziemskiego. Berlin 1929
- Mimesis – Rzeczywistość przedstawiona w literaturze Zachodu. Berno 1946 (wyd. polskie: Warszawa 1968, przeł. Zbigniew Żabicki)
- Motywy typologiczne w literaturze średniowiecznej. Kolonia 1953
- Język literacki i jego odbiorcy w późnym antyku łacińskim i średniowieczu. Berno 1958 (wyd. polskie: Kraków 2006, przeł. Robert Urbański)
- Studia o Dantem. Mediolan 1963